# 蕭万長
蕭 万長（しょう ばんちょう、1939年1月3日 - ）は、中華民国（台湾）の政治家、外交官。第9代副総統を務めた。

## 経歴
日本統治下の台湾嘉義市生まれ。国立政治大学外交研究所修士を経て、外交官として1966年から1972年まで駐クアラルンプール領事館に勤務した後、外交部亜太司科長に転じた。その後はジョージタウン大学指導者課程修了し、経済部に転じ、経済部国際貿易局稽核・副組長・組長・副局長・局長、行政院経済建設委員会副主任委員・主任委員などを務めた。
1990年、李登輝総統のもとで本省人として初めて経済部長となり、第1回・第2回APEC首脳会議（1993年、1994年）には李登輝総統の代理として出席。行政院大陸委員会主任委員を経て、1997年から3年間、連戦の後継として行政院長を務め、アジア通貨危機や台湾大地震などの対応に追われたほか、中国との経済交流を規制する「戒急用忍」政策を行った。
2000年総統選では、連戦総統候補とともに副総統候補として立候補したが、民進党の陳水扁・呂秀蓮ペアに敗北、宋楚瑜・張昭雄ペアにも及ばす第三位に甘んじる結果となった。
国民党が下野している間は、党副主席や中華経済研究院董事長を務めた。2003年には、SARSの流行によって経済活動が深刻な打撃を受けた際、陳水扁総統の招請を受けて総統経済顧問小委員会の幹事長を約半年間引き受けている。また、EUの例を参考に「両岸共同市場」（一中市場、大中華経済圏）を提唱し、この理念は2005年、連戦国民党主席（当時）と胡錦濤中国共産党総書記の会談における合意事項に盛り込まれ、後に両岸経済協力枠組協議（ECFA）で実現することになる（なお、この合意自体は当時の陳水扁政権に激しく批判された）。
2008年総統選で馬英九総統候補とのペアで当選した。翌4月、中国海南省で開かれた博鰲アジアフォーラムに出席、胡錦涛中国共産党総書記と会談した（当時の肩書は「両岸共同市場基金会董事長」）。パウエル米元国務長官ら要人との会見も実現している。
2008年5月、副総統に就任。2011年6月、馬英九総統から2012年中華民国総統選挙の中国国民党副総統候補に指名されず、2012年5月に退任（後任は呉敦義行政院長）。退任に当たり、馬総統から中正勲章を授与される。

## 学歴
- 国立嘉義高級中学
- 国立政治大学

## 日本との関連
2006年に来日したが、その際に日本の衆議院議員愛知和男らと秋保温泉を訪れたところ、旅館関係者に李登輝と間違われてしまい、台湾の一部メディアによって「李登輝が極秘に日本を訪問していた」と報じられることとなった。
2008年6月には、日本メディアのインタビューで、対中政策について「台湾は行政の重点を国防の安全に置くようにし、さらに多額の予算を計上するだろう。台湾は常に中国からの脅威にさらされているため、両岸関係の上でいかにして相互連動を保持するかが、台湾の生存と発展にとり重大な問題となる」と指摘。対日政策では「今後、台日両国の新世代の政治家は交流を深め、協力を強化していくべきである」「もし双方が、自由貿易協定（FTA）および経済連携協定（EPA）を締結できたならば、両国の経済発展により役立つものとなるであろう」との考えを示した。